# الأخوات السبع (موسكو)

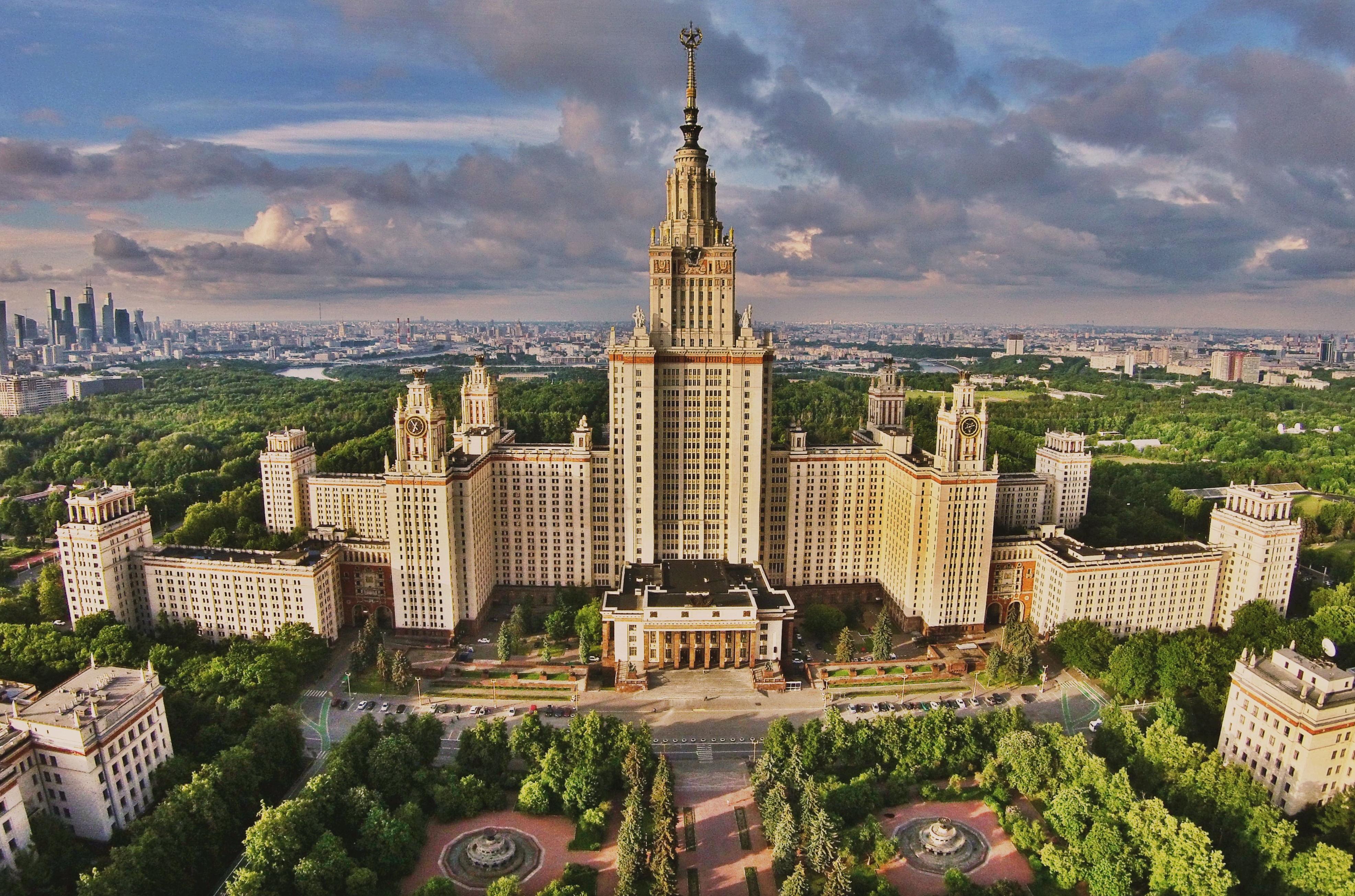
المبنى الرئيسي لجامعة موسكو الحكومية، إحدى الأخوات السبع

الأخوات السبع أو ناطحات سحاب ستالين (بالروسية: Сталинские высотки) وتكتب بالأحرف باللاتينية (باللاتينية: Stalinskie Vysotki) هي مجموعة من سبع ناطحات سحاب في موسكو مصممة على الطراز الستاليني. بُنيت من عام 1947 حتّى عام 1953، وهي مزيج متقن من الأنماط الروسية الباروكية [الإنجليزية] والقوطية. في وقت الإنشاء كانت هذا الناطحات هي أطول المباني في أوروبا وظلّ المبنى الرئيسي لجامعة موسكو الحكومية أطول مبنى في أوروبا حتى عام 1997.
الناطحات السبع هي: فندق أوكرانيا، مبنى كوتلنيشستكايا إيمبانكمانت [الإنجليزية]، مبنى كودرينسكايا سكوير [الإنجليزية] ، وفندق هيلتون موسكو لينينغرادسكايا [الإنجليزية]، والمبنى الرئيسي لوزارة الشؤون الخارجية، والمبنى الرئيسي لجامعة موسكو الحكومية، و مبنى ريد جيت [الإنجليزية] الإداري. كان هناك ناطحتا سحاب إضافيتان بنفس الأسلوب المخطط لم يُبنايا هما : مبنى زاريادي [الإنجليزية] الإداري وقصر السوفييت.

## التاريخ

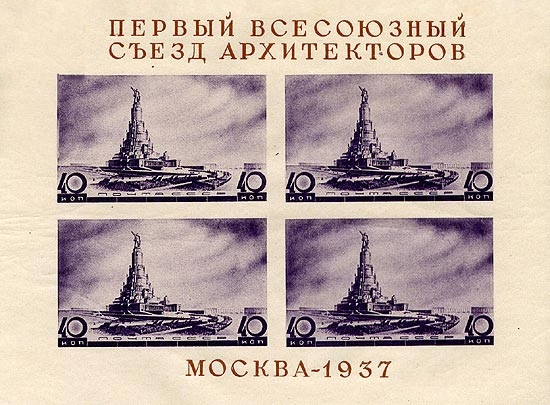
ورقة مصغرة من المؤتمر الأول للمهندسين المعماريين السوفييت تظهر قصر السوفييت ، 1937..

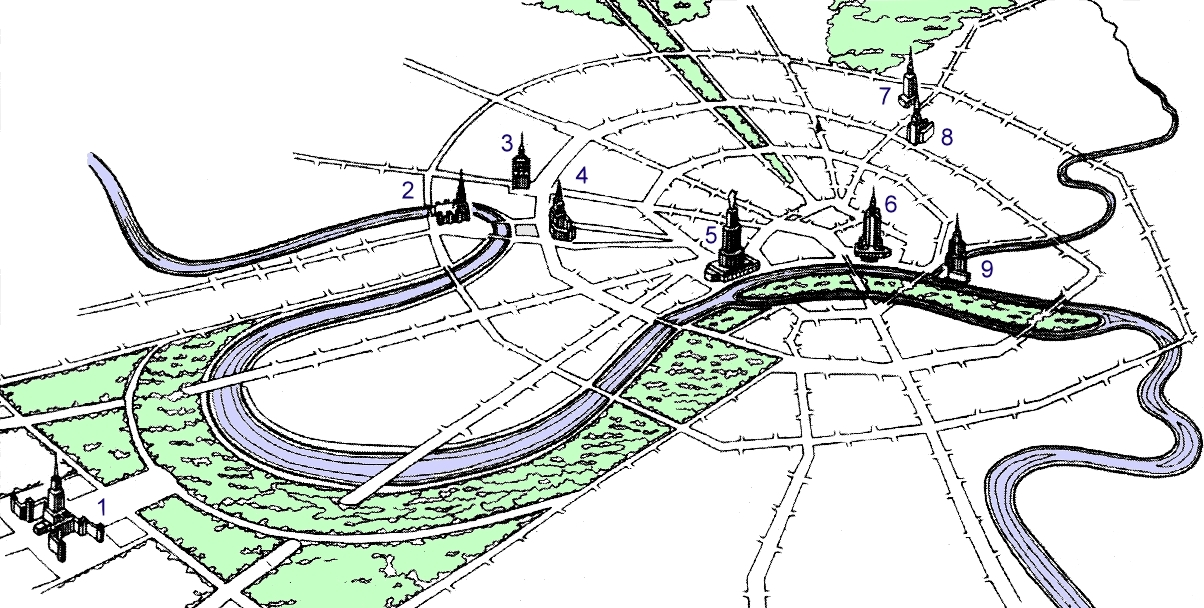
ناطحات سحاب موسكو
1 - جامعة موسكو الحكومية
2 - فندق اوكرانا
3 - مبنى ساحة كودرينسكايا
4 - وزارة الخارجية
5 - قصر السوفييت (لم يبن قط)
6 - مبنى زاريادي الإداري (لم يبن قط)
7 - فندق لينينغرادسكايا
8 - مبنى البوابات الحمراء الإدارى
9 — مبنى كوتلنيشستكايا إيمبانكمانت

توقف بناء أول ناطحة سحاب سوفياتية وهي قصر السوفييت د، بسبب الغزو الألماني عام 1941، وعند هذه النقطة أُلغي الإطار الفولاذي لتحصين حلقة دفاع موسكو، وتم التخلي عن الموقع. بين عامي 1947 و 1956 ، قدم بوريس يوفان ستة مسودات جديدة لهذا الموقع وأيضًا لـ تلال العصفور [الإنجليزية] على نطاق أصغر لكنها رُفضت جميعًا. في عام 1946، تحول ستالين شخصياً إلى فكرة أخرى وهي بناء ناطحات سحاب عبارة عن سلسلة من ناطحات السحاب ذات الحجم المعقول التي لا تشوهها ذكريات الشيوعية الدولية. كما تذكر نيكيتا خروتشوف كلمات ستالين لقد ربحنا الحرب ... الأجانب سيأتون إلى موسكو، ويتجولون، ولا توجد ناطحات سحاب. إذا قارنوا موسكو بالمدن الرأسمالية ، فهذه ضربة معنوية لنا. اختير المواقع بين يناير 1947 (المرسوم الرسمي بشأن بناء ناطحات السحاب) و 12 سبتمبر 1947 (حفل الافتتاح الرسمي).